# ニシオジロビタキ

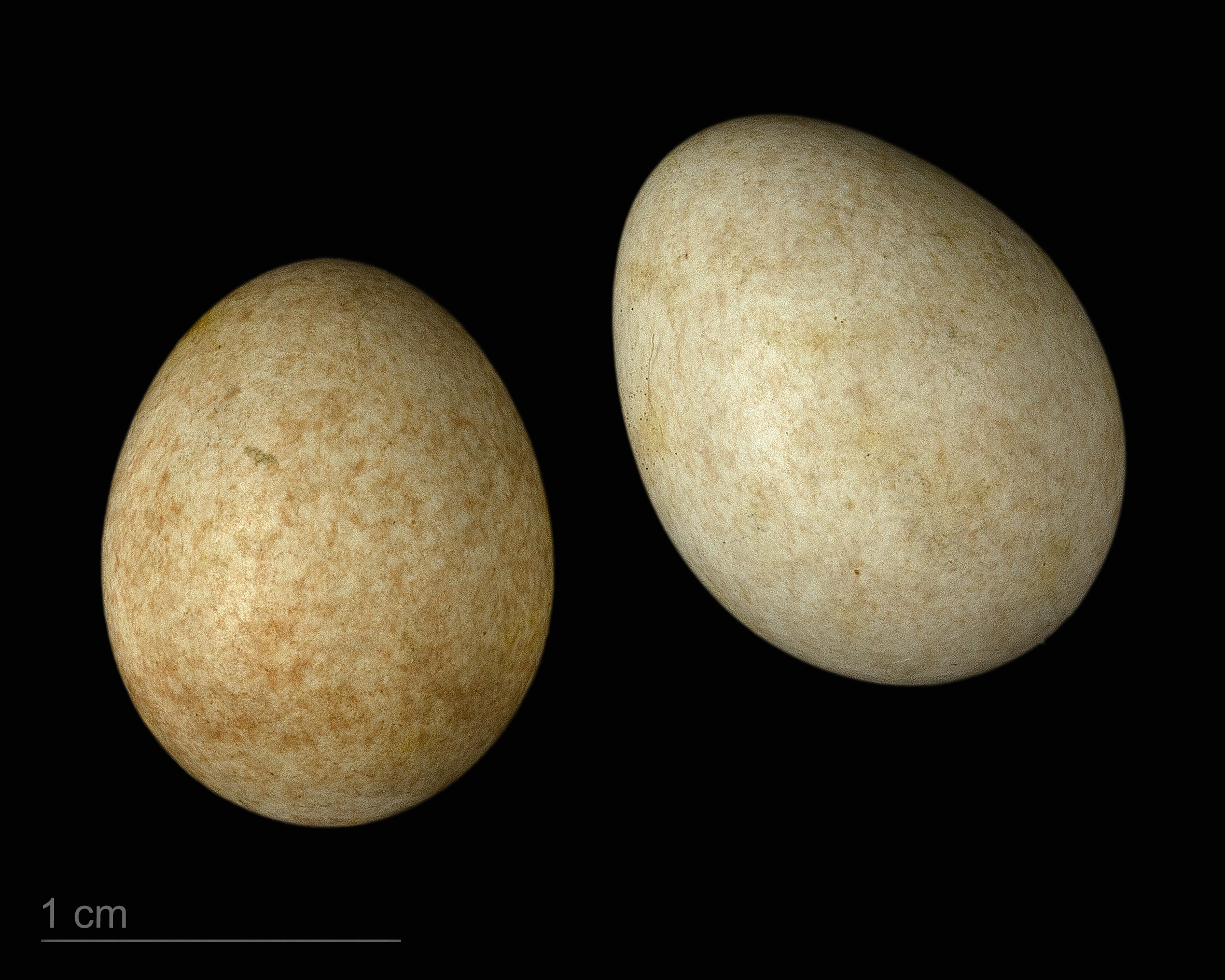
Ficedula parva

ニシオジロビタキ（西尾白鶲、学名：Ficedula parva）はスズメ目ヒタキ科ノビタキ亜科に分類される鳥類の一種である。

## 分布
ヨーロッパ東部で繁殖し、冬期は中東やインドへ渡り越冬する。
日本では稀な旅鳥または冬鳥として、全国各地で観察されているが、ほとんどが雌か若鳥とされている。

## 形態
全長約12cm。
近似種のオジロビタキに酷似しているが本種は下嘴が淡黄褐色である点、上尾筒が灰色である点、成鳥雄の場合は喉から胸の橙色がぼんやりと広がっている点などで識別できるとされる。

## 生態
主に落葉樹林に生息し樹洞などに枯葉や草で巣を作り、5～6月に4～7個の卵を産む。

## 近似種
オジロビタキ 英名 Taiga flycatcher (学名:F.albicilla)
ロシア東部からシベリア、モンゴルまでのユーラシア北部で繁殖し中国や東南アジア、南アジア方面に渡り越冬する。
日本では稀な旅鳥または冬鳥として観察されるがニシオジロビタキよりも少ないとされる。